# Lernanthropus pillaii
Lernanthropus pillaii is een eenoogkreeftjessoort uit de familie van de Lernanthropidae. De wetenschappelijke naam van de soort is voor het eerst geldig gepubliceerd in 2005 door Kabata.